# Juan Genovés
Juan Genovés Candel (en espagnol) ou Joan Genovés i Candel (en catalan), né le 31 mai 1930 à Valence (Espagne) et mort le 15 mai 2020 à Madrid, est un peintre et graphiste espagnol.

## Œuvre
Son œuvre est fondamentalement marquée par le contexte de répression de la dictature franquiste.
Genovés est le peintre des multitudes, son œuvre représente une fourmilière de figures humaines indiscernables et entassées sur la toile, expression simultanée de désordre social, de mal-être collectifs, de révolte et de souffrance communautaire.
L'art critique que Genovés réalise à la fin de l'ère franquiste est aussi fourni en tableaux avec quelques personnages vus de près et participant à l'une ou l'autre scène qui dénote également un malaise idéologique, un conflit sociopolitique, de l'agressivité et le manque de liberté. En général, ce sont des tableaux avec des réminiscences de photographies de presse et des photogrammes de certains films en noir et blanc, où l'on voit l'empreinte d'Eisenstein : des peintures dépourvues de fioritures baroques, mais avec un drame vif et crispé.

Les titres de beaucoup de ses œuvres de la fin du franquisme et du début de la transition sont très explicites sociopolitiquement : Cara a la paret (« Face au mur »), El presoner (« Le prisonnier »), Home que cau endavant (« Homme qui tombe en avant »), El sospitós (« Le suspect »), Sentència anònima (« Sentence anonyme »), La fuga (« La fuite »), El ferit (« Le blessé »), No va eixir als periòdics (« Ce n'est pas paru dans la presse »), Els ulls tapats (« Les yeux couverts »), Sota arrest (« En état d'arrestation »), Les taques de sang (« Les taches de sang »), etc.

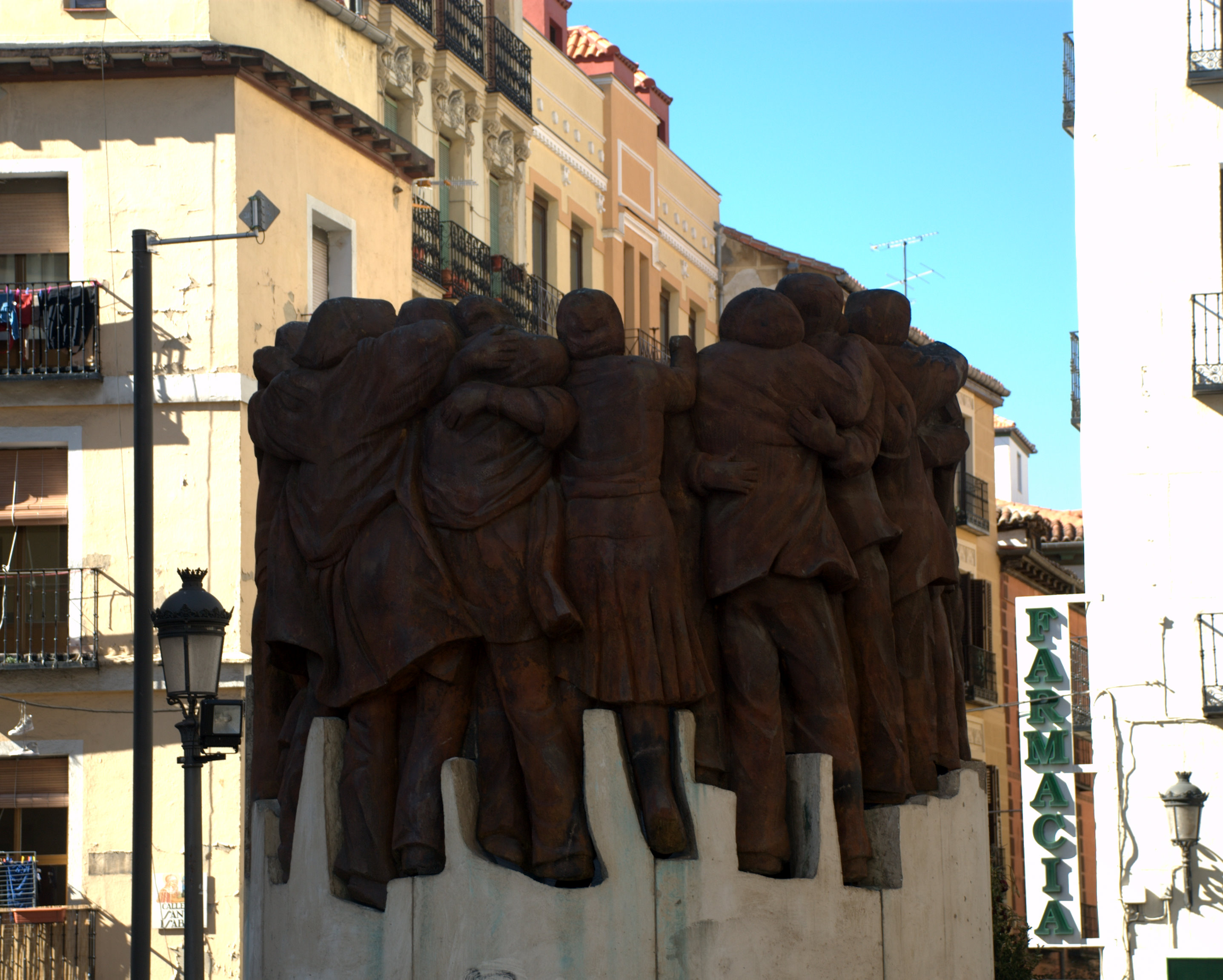
Monument aux avocats d'Atocha, 2003, Madrid, Plaza de Antón Martín. Monument d'après la peinture El Abrazo (1976), qui avait été utilisée comme affiche par la Junta Democrática de España en faveur de l'amnistie et avait entraîné la détention de Genovés par les autorités franquistes.

La sortie du régime politique autoritaire suscite un immense d’espoir de changement, car un large éventail de projets s’ouvre, avec l'idée d'une possible rupture radicale avec l’étape précédente. En 1976, il peint El Abrazo / L’abraçada (« L'étreinte »), souvent considéré comme son tableau le plus emblématique, incarnant symboliquement les revendications d'amnistie politique pour les prisonniers du franquisme. Le tableau représente un groupe de personnes vues de derrière avec des postures fraternelles. Il sera détenu pendant une semaine dans les geôles de la Puerta del Sol de Madrid car son œuvre est jugée subversive. Il devient un symbole de l'antifranquisme et de l'opposition à l''extrême droite espagnole durant la transition démocratique. L'œuvre est conservée au musée national centre d'art Reina Sofía de Madrid et reproduite en affiche par Amnesty International pendant la transition espagnole, puis adaptée en sculpture avec le Monument aux avocats d'Atocha, érigé en 2003 à Madrid sur la Plaza de Antón Martín, en hommage aux avocats morts à Atocha en 1977.

## Distinctions
Juan Genovés reçoit en 1984 le prix national d'arts plastiques.
En 2004, il reçoit la médaille d'or du mérite des beaux-arts par le ministère de l'Éducation, de la Culture et des Sports.